# 金星4A號
與比他早一星期發射的金星3號類似之金星探測器，也是一台著陸探測器。也被稱做宇宙96號，因為從1963年起，蘇聯對在低地球軌道的人造衛星賦予宇宙的稱號。

## 技術諸元
整艘探測器重達960公斤，探測器包括一台無線電通訊系統、一部分科學儀器、電力來源機組。還有一隻被包覆的機械手臂以及金星4A號計畫的紀念星章。

## 運作經過
發射一開始十分順利，但末端節將探測器推向金星時發生爆炸，產生許多碎片，並於16天後，即1965年12月9日，重返大氣層燃燒。另外在1965年12月9日當天，加拿大及美國等8個國家發現一顆火球掠過上空。雖然有可能是金星4A號急速進入大氣層的摩擦結果，但真實情況仍不明。